# Ribellione di Zeitun (1895-1896)
La ribellione di Zeitun o seconda resistenza di Zeitun (in armeno Զեյթունի երկրորդ գոյամարտը?, Zeyt'uni yerkrord goyamartĕ) ebbe luogo nell'inverno 1895-1896, durante i massacri hamidiani, quando gli armeni di Zeitun (l'odierna Süleymanlı), temendo la prospettiva di un massacro, presero le armi per difendersi dalle truppe ottomane.

## Sfondo
Gli armeni di Zeitun avevano goduto storicamente di un periodo di elevata autonomia nell'Impero ottomano fino al XIX secolo. Nella prima metà del XIX secolo, il governo centrale decise di portare questa regione dell'Impero sotto un controllo più stretto e tentò di farlo stabilendo i musulmani nei villaggi intorno a Zeitun. Questa strategia alla fine si rivelò inefficace e nell'estate del 1862 durante la prima resistenza di Zeitun gli ottomani inviarono un contingente militare di 12 000 uomini a Zeitun per riaffermare il controllo del governo. La forza, tuttavia, fu tenuta a bada dagli armeni e, attraverso la mediazione francese, la prima resistenza Zeitun fu portata a termine.
Il governo ottomano era tuttavia turbato dai risultati della mediazione. Nei decenni successivi, decise ancora una volta di riportare l'area sotto controllo provocando gli armeni di Zeitun: le truppe governative di nuovo stazionamento perseguitarono la popolazione e numerosi turchi lanciarono frequenti appelli per il loro massacro. Tra il 1891 e il 1895, gli attivisti del Partito Socialdemocratico armeno Hunchakian visitarono la Cilicia e stabilirono un nuovo braccio a Zeitun e incoraggiarono gli armeni a resistere alle misure oppressive del governo ottomano. Fu anche in questo periodo che il sovrano dell'Impero ottomano, il sultano Abdul Hamid II, decise di eliminare infine una delle uniche roccaforti dell'autonomia armena durante i massacri armeni del 1895-1896.
Quando il governatore della provincia fu rimosso e sostituito da Avni Bey, un uomo che nutriva un profondo odio per gli armeni, il 24 ottobre 1895 le autorità ottomane diedero l'ordine di usare le truppe per iniziare a radere al suolo molti dei villaggi armeni vicino Zeitun.

## Resistenza

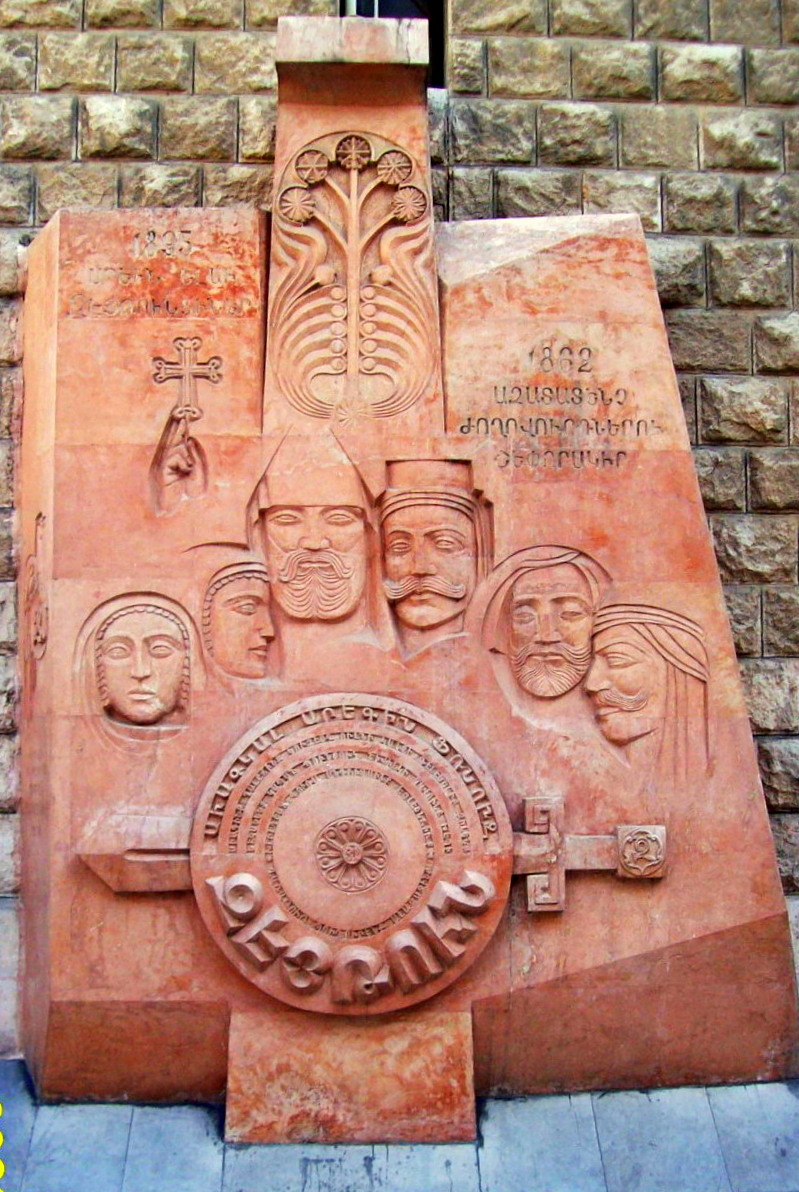
Monumento alla resistenza di Zeitun presso la chiesa Surp Kevork, Aleppo, Siria

I cittadini armeni di Zeitun, sotto la guida del partito Hunchakian, sentirono parlare dei massacri in corso nelle regioni vicine e si prepararono così alla resistenza armata. Tra 1 500 e 6 000 uomini, armati di pistole a pietra focaia e fucili Martini-Henry, furono inviati sul campo di battaglia e sedici armeni furono selezionati per dirigere un corpo amministrativo durante l'assedio. Con questo, il comandante militare ottomano inviò un telegramma ad Abdul Hamid e gli riferì che gli armeni avevano iniziato una rivolta e stavano procedendo a massacrare i musulmani. Le forze ottomane possedevano un vantaggio numerico e tecnologico schiacciante: l'intera forza era composta da 24 battaglioni (20 000 truppe), dodici cannoni, 8 000 uomini della divisione Zeibek di Smirne e 30 000 irregolari curdi e circassi.
Gli armeni iniziarono conquistando la vicina guarnigione ottomana, prendendo come prigionieri 600 soldati e ufficiali ottomani e ponendoli sotto la sorveglianza delle donne armene. Ad un certo punto, i prigionieri tentarono di scappare, ma fallirono e furono giustiziati. Le truppe ottomane furono ripetutamente sconfitte nei loro impegni con la milizia armena. Durante i negoziati che successivamente risolsero il conflitto, un comandante militare ottomano espresse la sua ammirazione ad Aghasi, uno dei leader della resistenza, per l'accurata abilità di tiro degli armeni e la loro determinazione a resistere.

## Risoluzione
Attraverso l'intervento delle sei maggiori potenze europee, gli armeni di Zeitun posero fine alla resistenza. Agli attivisti dell'Hunchak fu permesso di andare in esilio, il carico fiscale fu alleviato e fu nominato un sub-governatore cristiano. A causa delle temperature gelide, migliaia di turchi perirono e molti altri morirono negli ospedali per le ferite riportate in battaglia. Le cifre sulle vittime sono fortemente contrastanti, ma tutte concordano sul fatto che le forze ottomane patirono molto. Il 6 gennaio 1896 il Consolato britannico riferì che "almeno 5 000 erano stati uccisi, anche se i rapporti comuni aumentarono il numero a 10 000". Il consolato austriaco con sede ad Aleppo dichiarò che gli armeni uccisero 1 300 turchi nella sola battaglia finale. Il console britannico stimò che le vittime in combattimento e non in combattimento tra tutti gli armeni si avvicinavano alla cifra di 6 000. Pierre Quillard, uno scrittore francese, stimò che le perdite ottomane ammontavano a non meno di 20 000 uomini.
Gli armeni vissero in relativa pace fino alla prima guerra mondiale, quando furono massacrati e deportati da Zeitun dai giovani turchi nel 1915.

## Riferimenti nella cultura di massa
La ribellione è menzionata ne I quaranta giorni del Mussa Dagh.